# Martin Mapisa
Martin Mapisa (ur. 25 maja 1998 w Harare) – zimbabwejski piłkarz grający na pozycji bramkarza. Od 2022 jest zawodnikiem klubu UD Llanera, do którego jest wypożyczony z Zamora CF.

## Kariera klubowa
Swoją karierę piłkarską Mapisa rozpoczął w 2017 roku w klubie Aces Youth SA i grał w nim w latach 2017-2018 w drugiej lidze zimbabwejskiej. W latach 2018–2019 grał w hiszpańskim siódmoligowym CD Almuñecar City. W 2019 roku przeszedł do klubu Vélez CF grającym w Tercera División, a na początku 2020 został zawodnikiem Zamory CF. W sezonie 2019/2020 awansował z nim z Tercera División do Segunda División B. W styczniu 2022 został wypożyczony do UD Llanera.

## Kariera reprezentacyjna
W reprezentacji Zimbabwe Mapisa zadebiutował 29 marca 2021 w przegranym 0:2 meczu kwalifikacji do Pucharu Narodów Afryki 2021 z Zambią, rozegranym w Harare. W 2022 roku został powołany do kadry na Puchar Narodów Afryki 2021. Na tym turnieju nie rozegrał żadnego meczu.